# Sennaja ploščaď (stanice metra v Petrohradu)

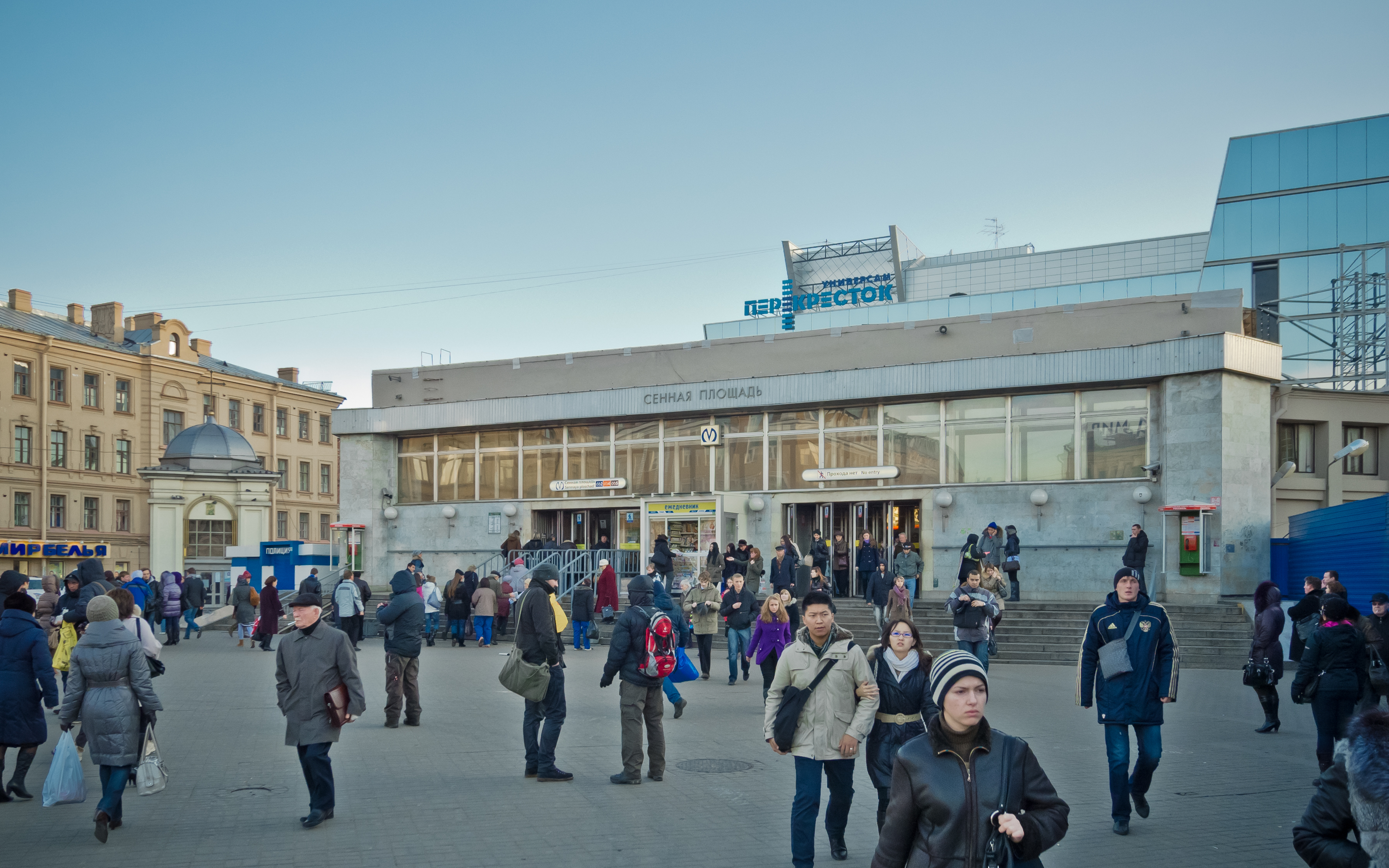
Výstup ze stanice

Sennaja ploščaď (rusky Сенная площадь, v překladu Senné náměstí) je stanice petrohradského metra. Leží na Moskovsko-Petrogradské lince. Jedná se o podzemní sloupovou stanici, která je průchody propojena se stanicemi Spasskaja na Pravoberežné a Sadovaja na Frunzensko-Primorské lince.
Sennaja ploščaď byla otevřena 1. července 1963. Její vestibul se nachází blízko Senného náměstí, podle nějž byla pojmenována. Náměstí i stanice se původně jmenovaly Ploščaď Mira (Mírové náměstí), k přejmenování došlo 1. července 1992. Kostel, který na tomto náměstí stával, byl stržen, aby uvolnil místo pro výstup ze stanice.
10. června 1999 se na stanici odlomil kus betonu, který zabil 7 lidí. 3. dubna 2017 došlo mezi stanicemi Technologičeskij institut a Sennaja ploščaď k bombovému útoku, při kterém zahynulo 14 lidí.